# Gerhard Strack (Politiker)

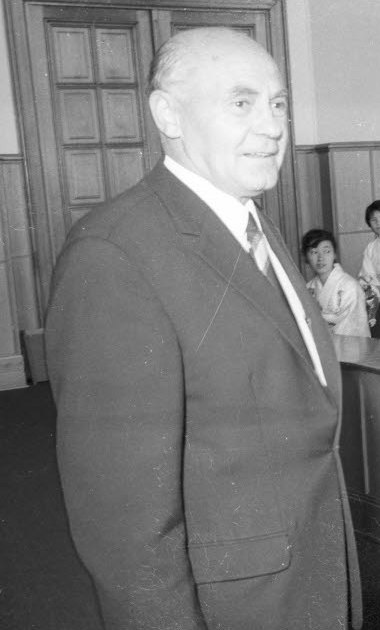
Gerhard Strack (1967)

Gerhard Strack (* 10. September 1911 in Deutmannsdorf, Landkreis Löwenberg in Schlesien; † 23. Januar 1977) war ein deutscher Politiker (SPD).
Er war von 1967 bis 1971 Erster Vizepräsident des Landtages von Schleswig-Holstein.

## Leben und Beruf
Nach der Volksschule absolvierte Strack eine Lehre zum Schlosser. Später besuchte er eine technische Abendschule und bildete sich zum Kontrollingenieur weiter. Er war schließlich als Betriebsingenieur und Werkleiter tätig.
Gerhard Strack war verheiratet und hatte zwei Kinder.

## Partei
Strack trat 1930 in die SPD ein.

## Abgeordneter
Er war von 1954 bis 1971 Mitglied des Landtages von Schleswig-Holstein. Dort gehörte er von 1958 bis 1971 dem Vorstand der SPD-Landtagsfraktion an und war von 1962 bis 1967 auch stellvertretender Fraktionsvorsitzender. Von 1958 bis 1967 war er außerdem stellvertretender Vorsitzender des Ausschusses für Wahlprüfung und von 1967 bis 1971 stellvertretender Vorsitzender des Ausschusses für die Wahrung der Rechte der Volksvertretung. Am 16. Mai 1967 wurde er zum Ersten Landtagsvizepräsidenten gewählt.
Gerhard Strack ist 1958 über die Landesliste und sonst stets als direkt gewählter Abgeordneter des Wahlkreises Kiel-West in den Landtag eingezogen.